# Eilema lachesis
Eilema lachesis là một loài bướm đêm thuộc phân họ Arctiinae, họ Erebidae.